# Phisalixella tulearensis
Phisalixella tulearensis — вид змій родини Pseudoxyrhophiidae. Ендемік Мадагаскару.

## Поширення і екологія
Phisalixella tulearensis поширені на заході і південному заході острова Мадагаскар. Вони живуть в сухих тропічних лісах, на висоті до 500 м над рівнем моря.